# 札幌市立ひばりが丘小学校
札幌市立ひばりが丘小学校（さっぽろしりつ ひばりがおかしょうがっこう）は、札幌市厚別区厚別中央2条にある公立小学校。校名は近隣の団地に由来する。
創立時の児童数は1165人で29学級。その後31学級にまでなったことがあったが、以降は減少傾向にある。
校内に独立した陶芸教室を備えているのが特徴である。